# Begonia smithiae
Begonia smithiae là một loài thực vật có hoa trong họ Thu hải đường. Loài này được Geddes mô tả khoa học đầu tiên năm 1928.